# Kuripciîne, Pervomaisk
Kuripciîne (în ucraineană Куріпчине) este un sat în comuna Mîhia din raionul Pervomaisk, regiunea Mîkolaiiv, Ucraina.

## Demografie
Componența lingvistică a localității Kuripciîne
     Ucraineană (92,13%)
     Rusă (5,51%)
     Română (2,36%)
Conform recensământului din 2001, majoritatea populației localității Kuripciîne era vorbitoare de ucraineană (92,13%), existând în minoritate și vorbitori de rusă (5,51%) și română (2,36%).